# Massacre (canción)
Massacre (en español Masacre) es la segunda pista del disco Escape the fate, de la banda de post hardcore, Escape The Fate. La canción se lanzó el 29 de agosto por el myspace de la banda, como un adelanto del disco para los fanes, causó controversia porque los fanes creyeron que este sería un primer sencillo/video, incluso algunos sitios aseguraron eso. También causó controversia ya que fanáticos de la banda Bring Me The Horizon aseguraron que esta canción es similar a Chelsea Smile.

## Personal
- Craig Mabbitt - voces
- Bryan Money - guitarra principal, guitarra rítmica, teclados, coros
- Max Green - bajo, coros
- Robert Ortiz - batería, percusión